# Buslijn 2 (Groningen-Zuidhorn)
De Groningse buslijn 2 is een buslijn van Qbuzz in de concessie Groningen-Drenthe. De bus rijdt volgens de formule van Q-link, een netwerk van zeven HOV-lijnen die de binnenstad van Groningen verbinden met de omliggende dorpen. Lijn 2 heeft hierbij de route van station Zuidhorn naar station Europapark en is een aanvulling op de al eerder bestaande lijn 1. 
De huidige lijn doet op de route Aduard, Slaperstil, de Zernike Campus, Paddepoel, Selwerd, Station Groningen Noord, het UMCG en de Euroborg aan. De lijn wordt gereden met elektrische gelede bussen van het type VDL Citea.

## Geschiedenis
Het lijnnummer 2 wordt al sinds 1910 in Groningen gebruikt voor een stadslijn. Op 1 april 1910 werd een tramlijn 2 geopend die in 1927 werd vervangen door trolleybuslijn 2 en in 1964 door een dieselbuslijn 2.
De huidige lijn 2 is ontstaan uit lijn 1 en is een aanvulling op deze lijn tussen P+R Reitdiep en UMCG Noord. Vanaf het Sontplein heeft de lijn de voormalige route van lijn 5 overgenomen. Deze lijn volgt daarvoor in de plaats nu de route naar P+R Meerstad via de IKEA en bedrijventerrein Driebond (Groningen).
Op 15 december 2019 ging lijn 2 voortaan doorrijden naar Zuidhorn in plaats van lijn 1, om zo betrouwbaardere aansluitingen te kunnen bieden.

## Huidige situatie
- Lijn 2 rijdt van maandag t/m vrijdag overdag minimaal 2x per uur.
- Aan het einde van de ochtendspits rijden twee extra ritten van Zuidhorn naar station Noord, rijdt één extra rit van station Noord naar Zuidhorn en één extra rit van station Noord naar P+R Reitdiep.